# Polygala gypsophila
Polygala gypsophila är en jungfrulinsväxtart som beskrevs av M. Thulin. Polygala gypsophila ingår i släktet jungfrulinssläktet, och familjen jungfrulinsväxter. Inga underarter finns listade i Catalogue of Life.